# Gedenkstätte Berlin-Hohenschönhausen
Il memoriale di Berlino-Hohenschönhausen consiste dei locali della ex  Untersuchungshaftanstalt, che era l’istituto di detenzione preventiva centrale della Staatssicherheit der DDR, e fu operativo dal 1951 al 1989 nella località di Alt-Hohenschönhausen, attualmente nel distretto di Lichtenberg, un tempo parte dell'antico Bezirk indipendente di Hohenschönhausen.
Alcune visite sono organizzate dagli stessi ex-detenuti sopravvissuti.